# Bladimir Díaz
Bladimir Yovany Díaz Saavedra (ur. 10 lipca 1992 w Buenaventurze) – kolumbijski piłkarz z obywatelstwem salwadorskim występujący na pozycji napastnika, od 2025 roku zawodnik gwatemalskiego San Pedro.